# Радянское (Луганская область)
Радянское (укр. Радянське — Советское, от укр. Рада — совет) / Ореховая Балка (укр.с)  — село в Краснодонском районе Луганской области Украины. Под контролем самопровозглашённой Луганской Народной Республики. Входит в Семейкинский поселковый совет.

## География
Расположено в водосборном бассейне реки Луганчика (бассейн Северского Донца). Соседние населённые пункты: посёлки Краснодон и Широкое на юге, Энгельсово, Талое и Мирное на юго-востоке, посёлок Новосемейкино и город Молодогвардейск на востоке, сёла Самсоновка на северо-востоке, Придорожное на севере, Красное на северо-западе, посёлок Семейкино на западе.

## История
12 мая 2016 года Верховная Рада Украины присвоила селу новое название Ореховая Балка в рамках кампании по декоммунизации на Украине. Решение не признано местными фактическими властями[3].

## Местный совет
94473, Луганская обл., Краснодонский р-н, пгт. Семейкино, ул. Почтовая